# ASC Armée Nationale
Association Sportive de l'Armée Nationale Mauritanienne (tiếng Ả Rập: الجمعية الرياضية للجيش الوطني الموريتاني) hay AS Armée Nationale là một câu lạc bộ bóng đá Mauritanie đến từ Tidjikja, thủ phủ của Tagant. Câu lạc bộ thi đấu ở Giải bóng đá hạng nhất quốc gia Mauritanie.

## Sân vận động
Hiện tại đội bóng thi đấu trên sân vận động Stade Olympique (Nouakchott) có sức chứa 10.000 chỗ ngồi.